# Liste der Baudenkmäler im Bonner Ortsteil Holzlar
Die folgende Liste enthält in der Denkmalliste ausgewiesene Baudenkmäler auf dem Gebiet des Bonner Ortsteils Holzlar im Stadtbezirk Beuel.
Hinweis: Die Reihenfolge der Denkmäler in dieser Liste orientiert sich an den Straßennamen und ist alternativ nach Hausnummern, Denkmallistennummer oder Bezeichnung sortierbar.
Basis ist die offizielle Denkmalliste der Stadt Bonn (Stand: 15. Januar 2021), die von der Unteren Denkmalbehörde geführt wird. Grundlage für die Aufnahme in die Denkmalliste ist das Denkmalschutzgesetz Nordrhein-Westfalens.
| Bild           | Bezeichnung                         | Lage                              | Beschreibung | Bauzeit                                        | Eingetragen seit | Denkmal- nummer |
| -------------- | ----------------------------------- | --------------------------------- | --- | ---------------------------------------------- | ---------------- | --------------- |
| weitere Bilder | Holzwegekreuz Holzlar, „Boomskröks“ | Christ-König-Straße Karte         | Das Boomskröks genannte Wegekreuz war einst eins der sieben (später acht) Kreuze der Holzlarer Fußfälle. Es wurde 1816 an der Ecke Hauptstraße und Mühlenweg errichtet, mehrfach umgesetzt und stand zuletzt an der Ecke Heideweg und Hauptstraße, wo es bei einem Verkehrsunfall schwer zerstört wurde. Die Überreste wurden durch die Holzlarer Junggesellen geborgen und der Kirche übergeben. | 1816                                           |                  | A 3230          |
| weitere Bilder |                                     | Ettenhausener Straße 9 Karte      | |                                                |                  | A 334           |
| weitere Bilder |                                     | Ettenhausener Straße 12a Karte    | |                                                |                  | A 332           |
| weitere Bilder | Evangelischer Friedhof Holzlar      | Hauptstraße/Primelweg Karte       | Ältester erhaltener Grabstein von 1658 |                                                |                  | A 214           |
|                |                                     | Hauptstraße 59 Karte              | |                                                |                  | A 303           |
| weitere Bilder |                                     | Hauptstraße 61 Karte              | | 1698                                           |                  | A 894           |
| Schule Holzlar | Schule Holzlar                      | Hauptstraße 105 Karte             | |                                                |                  | A 3692          |
| weitere Bilder | Steinwegekreuz Holzlar              | Heideweg/Paul-Langen-Straße Karte | Ehemaliges Grabkreuz Inschrift: 1733 WILHELM BECKER 17?6 GIRDRAVT PVSCH GEWESEN ELEVT A M G Z EHRE GIRDRAVT SCHMITZ WTM R 1842 DEN 21 ABRIL | zweite Hälfte des 18. Jahrhunderts (nach 1736) |                  | A 3144          |
| weitere Bilder | Holzlarer Wassermühle               | Mühlenweg Karte                   | |                                                | August 1988      | A 1467          |
| weitere Bilder | Steinwegekreuz Roleber              | (vor) Roleberstraße 5a Karte      | | 18. Jahrhundert                                |                  | A 3868          |
| Fachwerkhaus   | Fachwerkhaus                        | Roleberstraße 14 Karte            | |                                                |                  | A 614           |
|                |                                     | Roleberstraße 34 Karte            | |                                                |                  | A 1170          |